# Zhazira Zhapparkul
Zhazira Zhapparkul (Arys, 22 dicembre 1993) è una sollevatrice kazaka, vincitrice della medaglia d'argento olimpica a Rio de Janeiro 2016 nella categoria fino a 69 kg.

## Palmarès
- Giochi olimpici

Rio de Janeiro 2016: argento nei 69 kg.
- Mondiali

Antalya: argento nei 69 kg;
Houston 2015: argento nei 69 kg.
- Giochi olimpici giovanili

Singapore 2010: oro nei 63kg.